# Mota de la Vila Vella de Banyuls
La Mota de la Vila vella de Banyuls dels Aspres fou una mota, o castell altmedieval d'estil romànic del segle x del poble de Banyuls dels Aspres, a la comarca del Rosselló, Catalunya Nord.
Estava situat en un turó artificial, mota, construït al nord-est de la població actual de Banyuls, als entorns de l'actual Mas Vidaló.

## Història
La Vila Vella de Banyuls estava instal·lada ran de l'estany de Banyuls (d'on prové el nom del poble), i està documentada des del 819 (villa Balnelonis), amb altres esments el 934 (villa Bagnules), el 981 (Balmeola), el 1028 (Banuls) i el 1186 (Banyuls de Asperis). En una data no coneguda a l'entorn del 1424, el poble canvià d'ubicació, cap al turó on es troba actualment, per raons de defensa i de salubritat. Allà es constituí la Vila Nova, fortificada, a l'entorn de l'església de Sant Andreu i el seu cementiri. La mateixa església fou integrada en aquestes fortificacions.
La història de Banyuls de la Marenda ve molt marcada per la presència de la important nissaga dels Banyuls: els germans Pere i Benat de Banyuls (1132), Dalmau de Banyuls (vers 1272-1345), cavaller que serví Robert d'Anjou, rei de Nàpols i Venècia, i arriba a lloctinent reial de Sanç de Mallorca a l'illa mallorquina de 1320 a 1322 i a lloctinent de Jaume III de Mallorca al Rosselló del 1338 al 1340. El seu fill adquirí el senyoriu de Nyer, i un descendent seu, Tomàs de Banyuls i Llupià, encapçalà el bàndol nyerro en la lluita contra els cadells al segle xvii.
El 1475 Lluís XI de França desposseí Francesc de Banyuls del seu senyoriu, ja que el de Banyuls havia lluitat a favor de Joan II. Passà a mans d'Auger de la Coste, i el 1481 l'adquirí en subhasta el burgès perpinyanenc Llorenç Paulet, de qui passà per matrimoni a l'eminent família burgesa dels Martí. Tanmateix, des de principis del segle xv el castell i tota la Vila vella havien estat traslladats a l'emplaçament actual de Banyuls dels Aspres.

## Característiques
Tot i que el topònim Vila vella s'ha conservat en els cadastres de Banyuls dels Aspres, amb prou feines queden rastres de l'antic poble i del seu castell, una mota. L'any 1874 encara es conservava el con de terra de l'antiga mota, amb un pou que hi subministrava l'aigua. Actualment, la mota està arrasada, i amb prou feines en queda res. Sí que es conserva el pou, en un lloc ple de malesa prop i al sud-oest del Mas Vidaló, així com alguns vestigis de paret, igualment molt amagats per la vegetació.
En prospeccions arqueològiques fetes a la zona s'han trobat restes romanes i medievals, així com el mateix cementiri del poblat.